# クックピット
クックピット株式会社は、東京都足立区入谷に本社を置く、業務用ストレートスープ（無添加）の製造・販売を主業務とする会社である。

## 概要

### 事業内容
- スープ、タレ、麺、その他業務用食材の販売
- らーめん専門店「麺や福十八」の経営（直営）
- ラーメン店独立支援・経営支援
- ラーメン法人向け飲食新業態開発コンサルティング
- ラーメン店のフランチャイズチェーンの加盟店募集
- ラーメン店の店舗の改装の斡旋並びに店舗設備・什器備品の販売
- 食肉の仕入れ・加工・販売及び輸出入と輸出入ライセンスの譲渡及び貸与
- 各種調味食品・食品添加物・調味料の販売
- 農畜産物・飼料の輸出入及び販売
- 食料品・水産物の輸出入及び販売
- 冷凍調理品の仕入れ販売及び輸出入
- 無農薬栽培食品の仕入れ販売及び輸出入

## 社名
本部機能として店舗の舵取りを行う操縦室（=コックピット）のイメージと、様々な食材の旨さを引き出すために調理する姿（=クック）のイメージを重ね、また劇場ではオーケストラのことをPitと呼ぶため「楽しい美味しさを奏でたい」という気持ちも込めて命名されたとしている。

## 沿革
2006年2月　ラーメン店等へのスープ・麺並びに調味料の販売をスタート。
2006年8月　ラーメン店に対しての経営コンサルタント業や企業との顧問契約も始め、現在の形態に。
2007年10月　東京都文京区本郷にて直営店のラーメン店を開業。

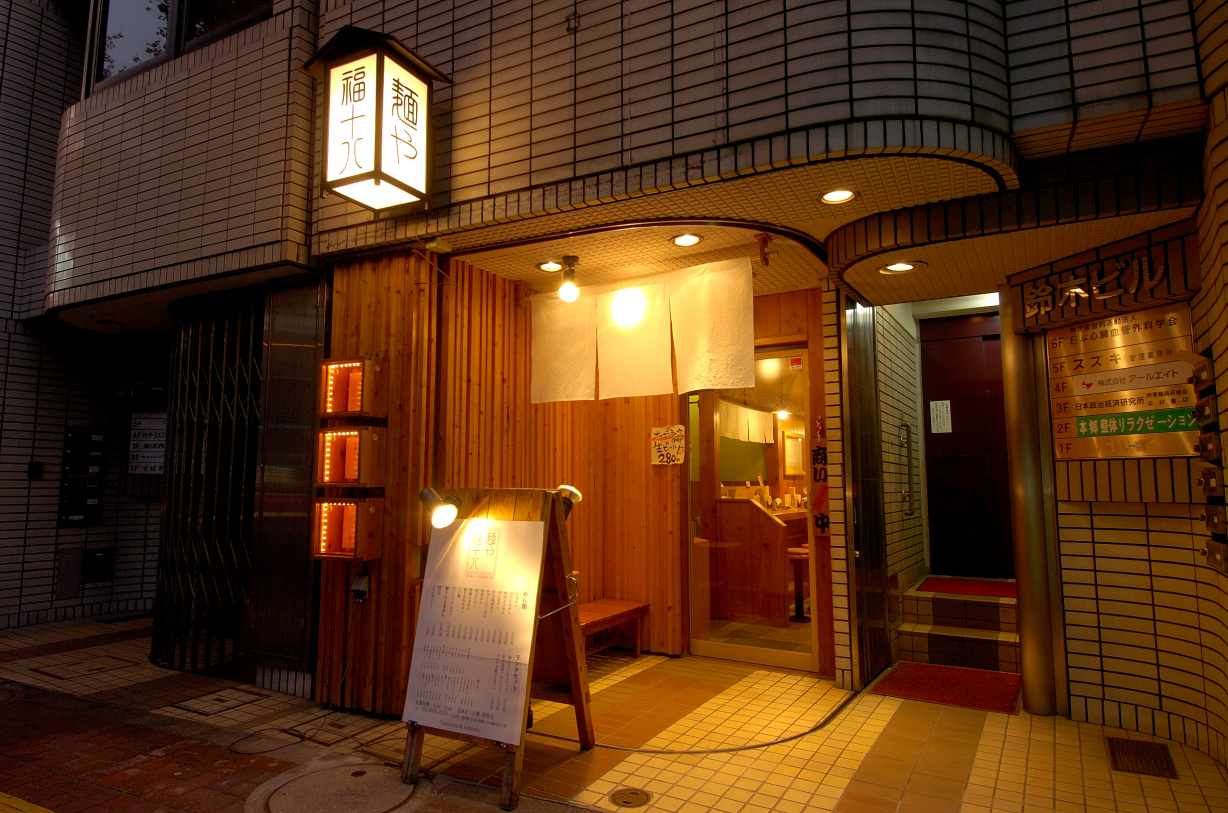

2017年10月　クックピットチヨダフード株式会社をタイのバンコクに設立しハラル認証を取得した工場をオープン。イスラム教徒が多い国をはじめアセアン全体にスープ出荷も開始。

## 製品
- 業務用ラーメンスープ
- 業務用ラーメンの麺
- 業務用ラーメンのタレ
- 餃子
- その他